# Tana-Mangabe
Die Tana-Mangabe (Cercocebus galeritus) ist eine hochgradig gefährdete Primatenart aus der Familie der Meerkatzenverwandten (Cercopithecidae). Zusammen mit der Oliv-, der Goldbauch- und der Sanje-Mangabe wurde sie früher zu einer Art, der Haubenmangabe, zusammengefasst.
Tana-Mangaben sind schlanke, langschwänzige Primaten. Ihr Fell ist gelblich-grau gefärbt, wobei die Unterseite etwas heller ist. An der Oberseite des Kopfes befindet sich ein dunkel gefärbter Haarschopf, dunkel ist auch die hintere Hälfte des Schwanzes gefärbt.
Diese Tiere kommen ausschließlich im Tal des Flusses Tana im östlichen Kenia vor. Ihr Lebensraum sind Flusswälder. Sie sind tagaktiv und halten sich sowohl am Boden als auch in den Bäumen auf.
Sie leben in Gruppen von 15 bis 30 Tieren, die sich aus mehreren Männchen, zahlreichen Weibchen und den dazugehörigen Jungtieren zusammensetzen. Die Männchen führen die Gruppe an, unter anderem durch laute Schreie, die auch andere Gruppen auf den eigenen Standort aufmerksam machen.
Tana-Mangaben sind opportunistische Allesfresser, die Früchte, Samen und andere Pflanzenteile, aber auch Insekten und kleine Wirbeltiere wie Echsen und Frösche verzehren.
Tana-Mangaben zählen zu den bedrohtesten Primaten. Die Gesamtpopulation beläuft sich auf unter 1600 Tiere, die sich in rund 50 kleinere Populationen aufteilen. Der gesamte Lebensraum wird auf nur 26 Quadratkilometer geschätzt. 1976 wurde ein Schutzgebiet eingerichtet, in dem 50 bis 60 Prozent der Gesamtpopulation leben; die Zersiedlung, Waldrodungen und geplante Wasserkraftwerke stellen aber ernsthafte Bedrohungen dar. Die IUCN listet die Art als „stark gefährdet“ (endangered).

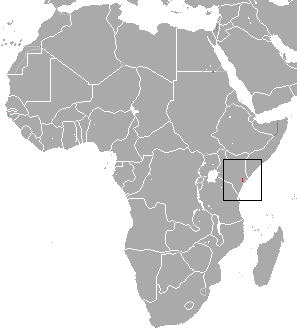
Verbreitungskarte der Tana-Mangabe